# 民生路 (天津)
民生路是中国天津市河北区的一条与民族路并行的另一条沟通南北的主干道。修筑于1903年，长855米。民族路北到兴隆街，南到海河东路。目前，民生路地区是天津市历史风貌建筑的聚集地之一，大量的名人故居坐落于此。

## 历史
在天津意租界开辟之前，民生路为海河北岸贮盐地的土路。清光绪二十八年（1902年），民生路所在区域成为天津意租界。1903年，意大利人开始在盐坨地基础上筑路并在沿街左右建房。当时的民生路位于天津意租界东部并以但丁广场为界分为南北两段。北段意中交界路（今兴隆街）至但丁广场称“北东马路”，意大利名为“乌第纳亲王道”（Via Principe di Udine），在当时也称“工部前街”。南段但丁广场至河沿路称“南东马路”，意大利名为“佛罗伦萨道”（Via Firenze）。民主路与自由道交口处建有一座但丁广场，因此，周围形成一条环行路，名为“东圆圈”，意大利名为“Piazza Littorio”。1944年，汪伪天津特别市政府将该路改称“河东五路”。1946年，天津市政府光复后以“三民主义”中的“民生”一词将其更名为民生路至今。

## 现况与发展
民生路目前全长855米，宽9米，两侧人行道均宽5米，为沥青路面。沿途建有张鸣岐旧居、华北水利委员会旧址、天津电话四局大楼旧址、齐耀珊故居和王一民故居等建筑。

## 沿路建筑
民生路曾经和现在比较著名的建筑有：
- 天津市历史风貌建筑：张鸣岐旧居，民生路69号，自由道17号至21号。
- 天津市历史风貌建筑：华北水利委员会旧址，自由道24号。
- 天津电话四局大楼旧址
- 齐耀珊故居
- 王一民故居

此外，沿民生路周边的著名建筑有：
- 天津市历史风貌建筑：孟氏家庙，博爱道10号。
- 原北京铁路分局天津公寓遗址，建国道2号。
- 卞家大院，光复道1号。[2]

## 交汇道路
目前，与民生路相交汇的主要道路有：

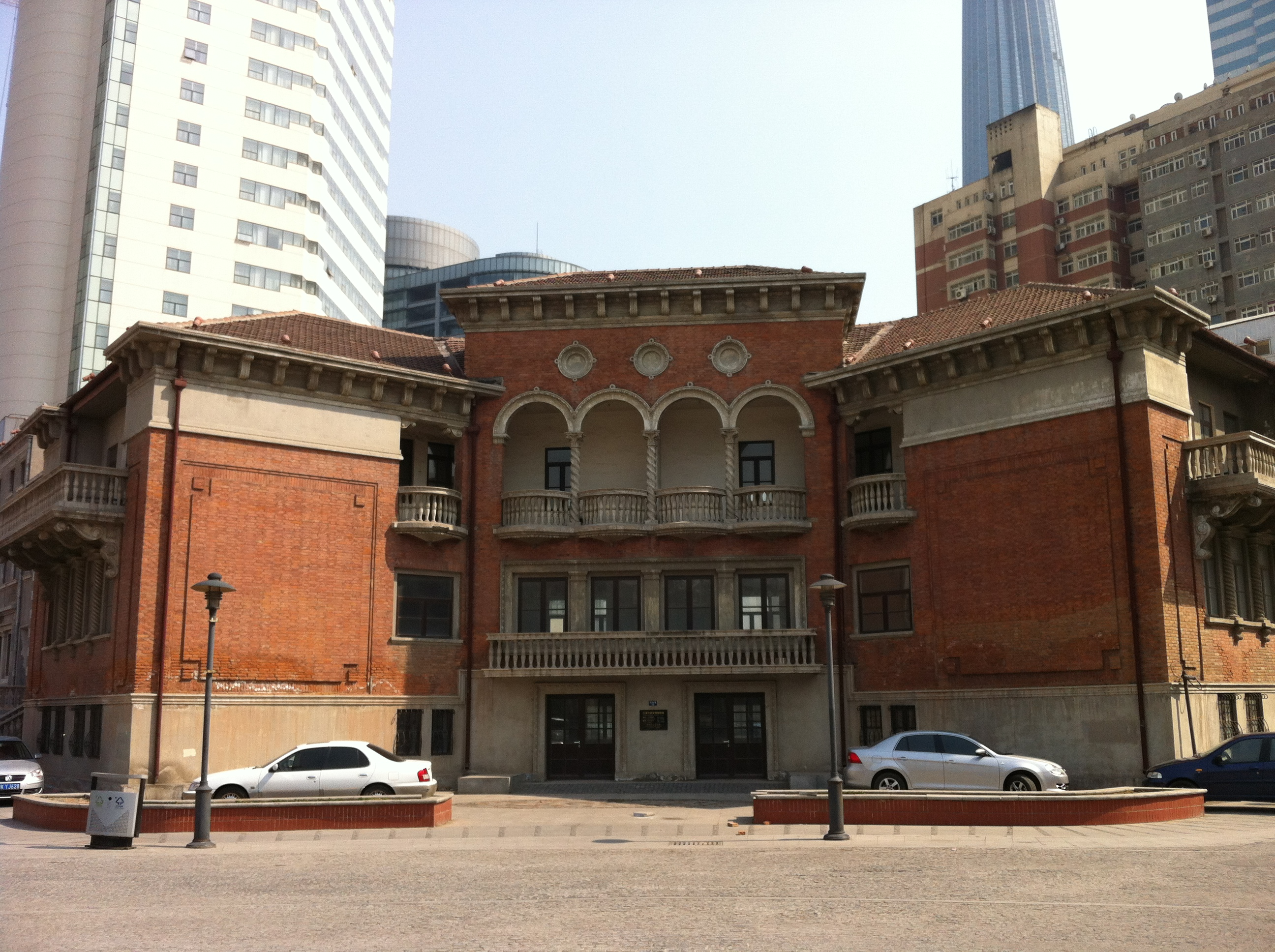
民生路69号，自由道17-21号建筑

- 兴隆街 原意中交界路（Via Fiume）
- 建国道 原伊曼纽尔三世路、原大马路（Corso Vittorio Emanuele）
- 光明道 原营盘小马路（Via Matteo Ricci）
- 民主道 原文森索罗西道、原二马路（Via Vincenzo Rossi）
- 进步道 原埃马诺卡洛托道、原三马路（Via Ermanno Carlotto）
- 光复道 原康特伽利娜道、原四马路（Via Conte Gallina）
- 自由道 原五马路（Via Conte Galeazzo Ciana）
- 博爱道 原桑朱利亚诺侯爵道、原六马路（Via Marchese di San Giuliano）
- 海河东路 原河沿路（Via Banchia d'Italia）